# Don Whillans

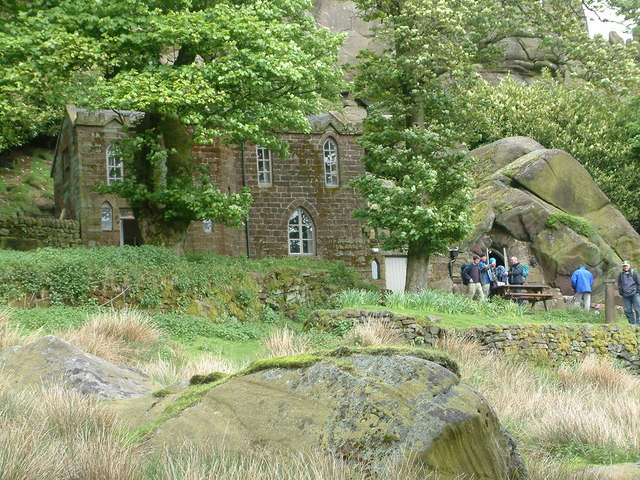
Chata Pamięci Don Whillansa

Don Whillans właściwe Donald Desbrow Whillans (ur. 18 maja 1933 w Salford, na przedmieściach Manchesteru – zm. 4 sierpnia 1985 w Oksfordzie) – legendarny brytyjski wspinacz, alpinista i himalaista, wynalazca sprzętu wspinaczkowego (za młodu kształcił się do zawodu hydraulika).
Wspinał się od 1951, najpierw będąc pod wpływem starszego o kilka lat Joe Browna z Llanberis, a potem z Chrisem Boningtonem, tworząc z nimi bardzo silne zespoły w Alpach.

## Ważniejsze wspinaczki

### Skałki i góry Wielkiej Brytanii
Najwcześniej, znaczące wyniki osiągnął we wspinaczce skalnej na terenach Peak District i Snowdonii (był m.in. autorem nowych dróg na słynnej Clogwyn Du'r Arddu po północno-zachodniej stronie Snowdon, nad Llanberis).

### Alpy
- Aiguille de Blaitière, pierwsze wejście zachodnią ścianą, 1954, z Joe Brownem, nową drogą (ze słynną, testującą wspinaczy Rysą Browna)
- Petit Dru, filar Bonattiego, 1958, I przejście brytyjskie (6. w ogóle), z Boningtonem
- Grandes Jorasses, Filar Walkera, 23. wejście
- Filar Frêney, I przejście 1961 (bardzo nagłośnione w mediach), z Chrisem Boningtonem, Ianem Cloughem i Janem Długoszem

### Wyprawy
- Maszerbrum, 7821 m, w Karakorum, 1957, próba I wejścia do wysokości ok. 7700 m (w dwójce z Josephem Walmsleyem)
- Trivor, 7728 m, w Karakorum, 1960, udział (przerwany chorobą) w zakończonej sukcesem wyprawie (po której wracał motocyklem)
- Torre Central del Paine, w Patagonii, I wejście, 1963, z Boningtonem
- Gauri Shankar, 7145 m (Nepal), 1964, próba I wejścia, do wysokości 6700 (w dwójce z Ianem Cloughem)
- Roraima, 1967, północną granią (od strony Gujany)
- Annapurna, 1970, nowa droga południową ścianą (ok. 2600 m wysokości), największy sukces wyprawowy Whillansa. Szczyt osiągnęli 27 maja wraz z Dougalem Hastonem (wyprawą kierował Bonington). Wejście to stanowiło olbrzymi przełom jakościowy w himalaizmie, otwierając epokę wejść wielkim trudnymi ścianami w Himalajach
- Mount Everest, 1971, próba nowej drogi ścianą północno-zachodnią w wyprawie międzynarodowej (w dwójce z Dougalem Hastonem osiągnął wysokość ok. 8350 m)
- Tiricz Mir, wejście i zejście drogą hiszpańską 1975 (wyprawa straciła wcześniej istotną część sprzętu)

## Ciekawostki
Don Whillans stał się postacią legendarną także ze względu na swój styl życia, charakter i specyficzne poczucie humoru (przy czym nawet źródła angielskie zaznaczają, że nie wszystko z tych legend musi być prawdą). Jednak szeroko znany jest jego powrót na motocyklu z Karakorum po wyprawie w 1960, co zajęło mu ok. 6 tygodni, jedynie z mapą naszkicowaną w zeszycie.
Wspinacze polscy poznali Whillansa w lecie 1961, gdy wraz z Boningtonem oczekiwał on miesiąc na pogodę pod Eigerem, planując pierwsze angielskie przejście ściany. Tego samego celu próbował wtedy 4-osobowy zespół polski z Janem Długoszem, z którym potem Brytyjczycy pokonali nową drogę na Filarze Frêney i który zawarł kilka anegdot w swym ostatnim opowiadaniu Świecznik Filara Frêney – m.in. o dziurawym namiocie Boningtona i Whillansa bez podłogi, zwanym "chatką-szmatką", czy o uzasadnieniu przez Whillansa, dlaczego wspina się bez kasku w kruchej ścianie: bo wtedy wpinaczka jest bardziej podniecająca.
Był też postacią kontrowersyjną, skromną i niezależną, ale z czasem zbyt kłopotliwą (miał opinię bitnika i nie wylewał za kołnierz). Jego wielka kariera alpinistyczna zakończyła się, gdy miał ok. 42 lata. Zmarł w wieku 52 lat na atak serca.
Don Whillans był też wynalazcą sprzętu, m.in. zaprojektował pierwszą uprząż biodrową, zwaną pasem Don Whillansa (ang. Whillans Harness), najbardziej rozpowszechnioną na przełomie lat 1960. i 1970. i dającą większą swobodę alpinistom na długich drogach i wyprawach.
Zaprojektował też odporny namiot wyprawowy (Whillans-box).
Jego imieniem nazwano schronisko górskie w pobliżu Roaches w Peak District w północnej Anglii (utrzymywane przez brytyjskie zrzeszenie wysokogórskie, BMC).